# 31725 Anushazaman
31725 Anushazaman este un asteroid din centura principală de asteroizi.

## Descriere
31725 Anushazaman este un asteroid din centura principală de asteroizi. A fost descoperit pe 12 mai 1999 la Socorro, New Mexico, în cadrul proiectului LINEAR. Asteroidul prezintă o orbită caracterizată de o semiaxă mare de 2,68 ua, o excentricitate de 0,06 și o înclinație de 3,3° în raport cu ecliptica.